# Jonathan Woodgate
Jonathan Woodgate, född 22 januari 1980 i Middlesbrough, är en engelsk före detta fotbollsspelare och sedermera tränare. Han har spelat för bland annat Leeds United och Middlesbrough. Han har varit tränare för bland annat Middlesbrough och Bournemouth.

## Spelarkarriär
Jonathan Woodgate började sin professionella fotbollskarriär i Leeds United där han spelade 104 ligamatcher.
Woodgate kom till Real Madrid sommaren 2004, men på grund av skador kom inte debuten förrän hösten 2005. I debuten gjorde han självmål och blev utvisad på grund av två gula kort.

## Tränarkarriär
Woodgate var mellan 2019 och 2020 tränare för Middlesbrough.
Den 1 februari 2021 blev Woodgate anställd som ny hjälptränare i Bournemouth. Två dagar senare blev huvudtränaren Jason Tindall avskedad och Woodgate blev då först tillfällig huvudtränare, vilket sedermera blev en permanent lösning fram till slutet av säsongen. Woodgate blev utsedd till Championship Manager of the Month för april efter klubben vunnit sex av sju matcher. Bournemouth slutade på sjätte plats i Championship och tog sig till playoff där de åkte ut mot Brentford med totalt 3–2 efter ett dubbelmöte.
Den 27 juni 2021 meddelade Bournemouth att Woodgate skulle lämna klubben i slutet av månaden i samband med att hans kontrakt gick ut. Dagen efter meddelade klubben att de anställt Scott Parker som hans ersättare.